# New Gold Dream (81/82/83/84)
Az 1982-es New Gold Dream a Simple Minds ötödik nagylemeze. Fordulópontot jelentett az együttesnek, mivel kritikusi és kereskedelmi sikert értek el vele az Egyesült Királyságban és Európában. A brit albumlistán a 3. helyig jutott. Szerepel az 1001 lemez, amit hallanod kell, mielőtt meghalsz című könyvben.

## Az album dalai
|    | Cím                                | Szerző(k)    | Hossz |
| -- | ---------------------------------- | ------------ | ----- |
| 1. | Someone, Somewhere (In Summertime) | Simple Minds | 4:36  |
| 2. | Colours Fly and Catherine Wheel    | Simple Minds | 3:49  |
| 3. | Promised You A Miracle             | Simple Minds | 4:28  |
| 4. | Big Sleep                          | Simple Minds | 5:00  |
| 5. | Somebody Up There Likes You        | Simple Minds | 5:02  |
| 6. | New Gold Dream (81/82/83/84)       | Simple Minds | 5:39  |
| 7. | Glittering Prize                   | Simple Minds | 4:33  |
| 8. | Hunter and the Hunted              | Simple Minds | 5:55  |
| 9. | King Is White and in the Crowd     | Simple Minds | 7:00  |

Bónusz dalok 2012-es X5 díszdobozos változatban:
|     | Cím                                                      | Szerző(k)    | Hossz |
| --- | -------------------------------------------------------- | ------------ | ----- |
| 10. | Promised You A Miracle [Extended Version]                | Simple Minds | 4:49  |
| 11. | Glittering Prize [Club Mix]                              | Simple Minds | 4:57  |
| 12. | Someone Somewhere (In Summertime) [Extended]             | Simple Minds | 6:02  |
| 13. | Soundtrack For Every Heaven                              | Simple Minds | 4:55  |
| 14. | New Gold Dream (81/82/83/84) [German 12" Remix Extended] | Simple Minds | 7:01  |
| 15. | In Every Heaven                                          | Simple Minds | 4:27  |

## Közreműködők

### Simple Minds
- Jim Kerr – ének
- Charlie Burchill – gitár, effektek
- Michael MacNeil – billentyűk, effektek
- Derek Forbes – basszusgitár

### További zenészek
- Mike Ogletree – dob (Colours Fly and Catherine Wheel, Somebody Up There Likes You és New Gold Dream (81/82/83/84)')
- Mel Gaynor – dob (Someone Somewhere in Summertime, Big Sleep, New Gold Dream (81/82/83/84), Glittering Prize, Hunter and the Hunted és The King is White and in the Crowd)
- Kenny Hyslop – dob (Promised You A Miracle)
- Sharon Campbell – egy lány hangja (Colours Fly and Catherine Wheel és Glittering Prize)
- Herbie Hancock – vendégzenész (Hunter and the Hunted)

## Fordítás
Ez a szócikk részben vagy egészben a New Gold Dream (81–82–83–84) című angol Wikipédia-szócikk ezen változatának fordításán alapul.  Az eredeti cikk szerkesztőit annak laptörténete sorolja fel. Ez a jelzés csupán a megfogalmazás eredetét és a szerzői jogokat jelzi, nem szolgál a cikkben szereplő információk forrásmegjelöléseként.